# Ronde van Frankrijk 2023/Zestiende etappe

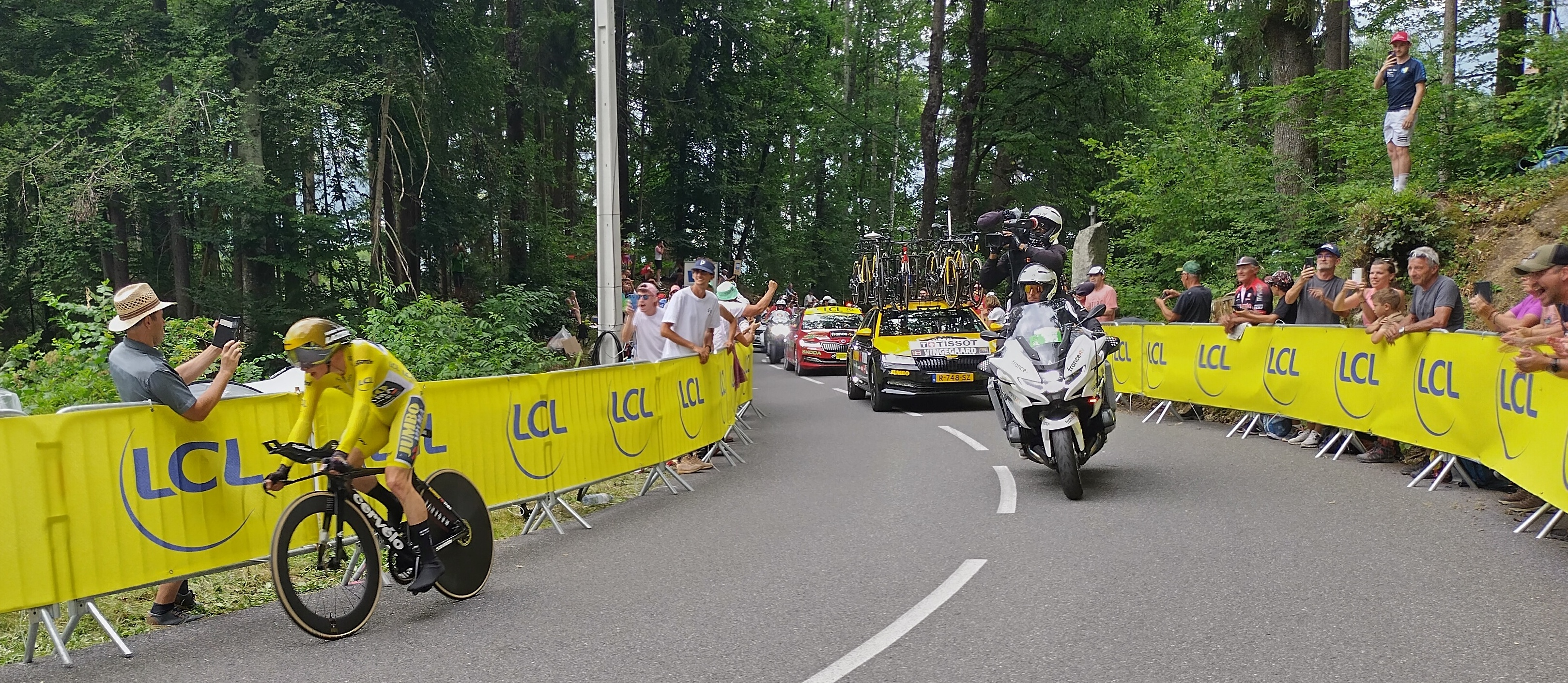
Jonas Vingegaard tijdens de tijdrit

De zestiende etappe van de Ronde van Frankrijk 2023 was de enige individuele tijdrit deze Ronde van Frankrijk met een lengte van 22,4 kilometer. De etappe werd  verreden op 18 juli met de start in Passy en de finish in Combloux. 

## Parcours
Na de rustdag in Saint-Gervais Mont Blanc was het tijd voor de tijdrijders om hun klasse te laten zien. Vanuit Passy volgde na een korte aanloop vals plat de korte klim van anderhalve kilometer op de Côte de la Cascade de Coeur. Bij kilometer 7,1 lag het eerste tijdmeetpunt in Passy Chef-Lieu en daarna kwam een stuk met mooie wegen zonder scherpe bochten ideaal om flink door te kunnen trappen. In Domancy, na 16,1 kilometer fietsen, lag het tweede tijdmeetpunt en niet veel verderop begon de klim van 2,5 kilometer lang op de Côte de Domancy. Na deze klim, waarin een strook met een hellingspercentage van 15% voorkwam, lag bovenop de heuvel het derde tijdmeetpunt na 18,9 kilometer fietsen. Hierna volgde het laatste deel van de tijdrit over 2,5 kilometer, licht oplopend naar de finish in Combloux.

## Verloop
Jonas Vingegaard was het snelst op op alle tussenpunten, en won zijn eerste etappe in deze Tour door al zijn rivalen te overklassen.
De eerste referentietijd werd neergezet door de Fransman Rémi Cavagna die de tijdrit voltooide in 35 minuten en 42 seconden. Deze tijd hield het grootste deel van de middag stand, totdat de Belgische renner Wout van Aert over de eindstreep kwam en vijftien seconden rapper was.
Daarna kwamen de echte kannonen nog aan de bak en barstte de strijd om het algemeen klassement los. Adam Yates reed een goede tijdrit koers en nam met vijf seconden voorspromg de derde plaats in het algemeen klassement over van de jonge Spanjaard Carlos Rodríguez. Laatstgenoemde werd op de streep bijna ingehaald door Tadej Pogačar die op zijn beurt bijna werd ingehaald door Jonas Vingegaard die een uitstekende tijdrit reed.
Jonas Vingegaard verstevigde met de tijdritwinst zijn voorsprong in het algemeen klassement. Zijn belangrijkste rivaal, de Sloveen Tadej Pogačar, behield de tweede plaats maar staat op één minuut en achtenveertig seconden achterstand.
De Italiaan Giulio Ciccone, de drager van de bolletjestrui, deed het redelijk rustig aan in het eerste gedeelte van de tijdrit. Hij wisselde zijn tijdritfiets om voor een gewone racefiets (een paar kilometer voor de voet van de Côte de Domancy) om de snelste tijd van de klim neer te zetten en zijn trui te verdedigen tegen Vingegaard en Pogačar. Ciccone was op de klim slechts een paar seconden sneller dan de gele trui, Simon Yates en de witte trui. Hij slaagde dus in zijn gok met de fietswissel en verstevigde zijn positie als leider van het bergklassement.
| Tijdmeetpunt 1: Passy Chef-Lieu (7,1 km) |                  |                    |       |
| Plaats                                   | Naam             | Ploeg              | Tijd  |
| 1                                        | Jonas Vingegaard | Team Jumbo-Visma   | 9'54" |
| 2                                        | Tadej Pogačar    | UAE Team Emirates  | + 16" |
| 3                                        | Stefan Küng      | Groupama-FDJ       | + 42" |
| 4                                        | Simon Yates      | Team Jayco AlUla   | + 44" |
| 5                                        | Pello Bilbao     | Bahrain-Victorious | + 45" |
| 6                                        | Adam Yates       | UAE Team Emirates  | + 47" |
| 7                                        | Rémi Cavagna     | Soudal Quick-Step  | + 48" |
| 8                                        | Carlos Rodríguez | INEOS Grenadiers   | + 48" |
| 9                                        | Wout van Aert    | Team Jumbo-Visma   | + 49" |
| 10                                       | Mads Pedersen    | Lidl-Trek          | + 52" |

| Tijdmeetpunt 2: Domancy (16,1 km) |                      |                   |         |
| Plaats                            | Naam                 | Ploeg             | Tijd    |
| 1                                 | Jonas Vingegaard     | Team Jumbo-Visma  | 19'05"  |
| 2                                 | Tadej Pogačar        | UAE Team Emirates | + 31"   |
| 3                                 | Rémi Cavagna         | Soudal Quick-Step | + 51"   |
| 4                                 | Stefan Küng          | Groupama-FDJ      | + 53"   |
| 5                                 | Mads Pedersen        | Lidl-Trek         | + 1'04" |
| 6                                 | Wout van Aert        | Team Jumbo-Visma  | + 1'11" |
| 7                                 | Jonathan Castroviejo | INEOS Grenadiers  | + 1'16" |
| 8                                 | Kasper Asgreen       | Soudal Quick-Step | + 1'17" |
| 9                                 | Adam Yates           | UAE Team Emirates | + 1'18" |
| 10                                | Simon Yates          | Team Jayco AlUla  | + 1'20" |

| Tijdmeetpunt 3: Côte de Domancy (18,9 km) |                  |                    |         |
| Plaats                                    | Naam             | Ploeg              | Tijd    |
| 1                                         | Jonas Vingegaard | Team Jumbo-Visma   | 25'52"  |
| 2                                         | Tadej Pogačar    | UAE Team Emirates  | + 1'05" |
| 3                                         | Wout van Aert    | Team Jumbo-Visma   | + 1'50" |
| 4                                         | Rémi Cavagna     | Soudal Quick-Step  | + 1'52" |
| 5                                         | Simon Yates      | Team Jayco AlUla   | + 1'53" |
| 6                                         | Adam Yates       | UAE Team Emirates  | + 2'05" |
| 7                                         | Pello Bilbao     | Bahrain-Victorious | + 2'11" |
| 8                                         | Carlos Rodríguez | INEOS Grenadiers   | + 2'12" |
| 9                                         | Mads Pedersen    | Lidl-Trek          | + 2'16" |
| 10                                        | Stefan Küng      | Groupama-FDJ       | + 2'20" |

## Uitslag etappe
| Passy – Combloux (22,4 km) |                          |                    |         |
| Plaats                     | Naam                     | Ploeg              | Tijd    |
| 1                          | Jonas Vingegaard         | Team Jumbo-Visma   | 32'36"  |
| 2                          | Tadej Pogačar            | UAE Team Emirates  | + 1'38" |
| 3                          | Wout van Aert            | Team Jumbo-Visma   | + 2'51" |
| 4                          | Pello Bilbao             | Bahrain-Victorious | + 2'55" |
| 5                          | Simon Yates              | Team Jayco AlUla   | + 2'58" |
| 6                          | Rémi Cavagna             | Soudal Quick-Step  | + 3'06" |
| 7                          | Adam Yates               | UAE Team Emirates  | + 3'12" |
| 8                          | Mattias Skjelmose Jensen | Lidl-Trek          | + 3'21" |
| 9                          | Mads Pedersen            | Lidl-Trek          | + 3'31" |
| 10                         | David Gaudu              | Groupama-FDJ       | z.t.    |
|                            |                          |                    |         |
| 23                         | Dylan van Baarle         | Team Jumbo-Visma   | + 4'23" |

## Klassementen

### Algemeen klassement
| Algemeen klassement (gele trui) |                  |                    |            |
| Plaats                          | Naam             | Ploeg              | Tijd       |
| Gele trui                       | Jonas Vingegaard | Team Jumbo-Visma   | 63u06'53"  |
| 2                               | Tadej Pogačar    | UAE Team Emirates  | + 1'48"    |
| 3                               | Adam Yates       | UAE Team Emirates  | + 8'52"    |
| 4                               | Carlos Rodríguez | INEOS Grenadiers   | + 8'57"    |
| 5                               | Jai Hindley      | BORA-hansgrohe     | + 11'15"   |
| 6                               | Sepp Kuss        | Team Jumbo-Visma   | + 12'56"   |
| 7                               | Pello Bilbao     | Bahrain-Victorious | + 13'06"   |
| 8                               | Simon Yates      | Team Jayco AlUla   | + 13'46"   |
| 9                               | David Gaudu      | Groupama-FDJ       | + 17'38"   |
| 10                              | Felix Gall       | AG2R-Citroën       | + 18'19"   |
|                                 |                  |                    |            |
| 19                              | Wilco Kelderman  | Team Jumbo-Visma   | + 1u01'43" |
| 23                              | Wout van Aert    | Team Jumbo-Visma   | + 1u10'16" |

### Puntenklassement
| Puntenklassement (groene trui) |                   |                          |        |
| Plaats                         | Naam              | Ploeg                    | Punten |
| Groene trui                    | Jasper Philipsen  | Alpecin-Deceuninck       | 323    |
| 2                              | Mads Pedersen     | Lidl-Trek                | 186    |
| 3                              | Bryan Coquard     | Cofidis                  | 178    |
| 4                              | Wout van Aert     | Team Jumbo-Visma         | 154    |
| 5                              | Tadej Pogačar     | UAE Team Emirates        | 146    |
| 6                              | Jordi Meeus       | BORA-hansgrohe           | 96     |
| 7                              | Jonas Vingegaard  | Team Jumbo-Visma         | 94     |
| 8                              | Dylan Groenewegen | Team Jayco AlUla         | 92     |
| 9                              | Biniam Girmay     | Intermarché-Circus-Wanty | 90     |
| 10                             | Michael Woods     | Israel-Premier Tech      | 88     |

### Bergklassement
| Bergklassement (bolletjestrui) |                            |                        |        |
| Plaats                         | Naam                       | Ploeg                  | Punten |
| Bolletjestrui                  | Giulio Ciccone             | Lidl-Trek              | 63     |
| 2                              | Neilson Powless            | EF Education-EasyPost  | 58     |
| 3                              | Jonas Vingegaard           | Team Jumbo-Visma       | 57     |
| 4                              | Tadej Pogačar              | UAE Team Emirates      | 49     |
| 5                              | Wout van Aert              | Team Jumbo-Visma       | 47     |
| 6                              | Felix Gall                 | AG2R-Citroën           | 32     |
| 7                              | Jai Hindley                | BORA-hansgrohe         | 31     |
| 8                              | Tobias Halland Johannessen | Uno-X Pro Cycling Team | 30     |
| 9                              | Michał Kwiatkowski         | INEOS Grenadiers       | 30     |
| 10                             | Michael Woods              | Israel-Premier Tech    | 28     |
|                                |                            |                        |        |
| 11                             | Wout Poels                 | Alpecin-Deceuninck     | 20     |

### Jongerenklassement
| Jongerenklassement (witte trui) |                            |                        |            |
| Plaats                          | Naam                       | Ploeg                  | Tijd       |
| Witte trui                      | Tadej Pogačar              | UAE Team Emirates      | 63u08'41"  |
| 2                               | Carlos Rodríguez           | INEOS Grenadiers       | + 7'09"    |
| 3                               | Felix Gall                 | AG2R-Citroën           | + 16'31"   |
| 4                               | Tom Pidcock                | INEOS Grenadiers       | + 20'44"   |
| 5                               | Mattias Skjelmose Jensen   | Lidl-Trek              | + 1u23'59" |
| 6                               | Mathieu Burgaudeau         | Team TotalEnergies     | + 1u24'41" |
| 7                               | Tobias Halland Johannessen | Uno-X Pro Cycling Team | + 2u08'10" |
| 8                               | Maxim Van Gils             | Lotto-Dstny            | + 2u27'46" |
| 9                               | Clément Champoussin        | Arkéa-Samsic           | + 2u32'16" |
| 10                              | Matis Louvel               | Arkéa-Samsic           | + 2u39'47" |
|                                 |                            |                        |            |
| 13                              | Lars van den Berg          | Groupama-FDJ           | + 3u00'28" |

### Ploegenklassement
| Ploegenklassement |                    |            |
| Plaats            | Ploeg              | Tijd       |
|                   | Team Jumbo-Visma   | 190u06'22" |
| 2                 | INEOS Grenadiers   | + 9'42"    |
| 3                 | UAE Emirates       | + 11'36"   |
| 4                 | Bahrain-Victorious | + 15'28"   |
| 5                 | Groupama-FDJ       | + 48'31"   |

## Uitvaller
- Matteo Jorgenson (Movistar Team): Niet gestart in de tijdrit door spierblessure in het linkerdijbeen.

1e etappe ·
2e etappe ·
3e etappe ·
4e etappe ·
5e etappe ·
6e etappe ·
7e etappe ·
8e etappe ·
9e etappe ·
10e etappe ·
11e etappe ·
12e etappe ·
13e etappe ·
14e etappe ·
15e etappe ·
16e etappe ·
17e etappe ·
18e etappe ·
19e etappe ·
20e etappe ·
21e etappe
Startlijst · Eindstanden · Afbeeldingen